# Tony Collins
Anthony Collins (Sanford, 27 maggio 1959) è un ex giocatore di football americano statunitense che ha giocato nel ruolo di running back nella National Football League (NFL). Fu scelto nel corso del secondo giro (47º assoluto) del Draft NFL 1981 dai New England Patriots. Al college giocò a football a East Carolina.

## Carriera professionistica
Collins fu scelto nel secondo giro del Draft 1981 New England Patriots. Cris Crissy, uno dei suoi compagni di scuola alle superiori, fu anch'egli scelto dalla stessa franchigia quell'anno. Collins fu convocato per il Pro Bowl nel 1983 quando stabilì i propri primati personali con 1 049 yard corse e 10 touchdown. Coi Patriots arrivò a disputare il Super Bowl XX, il primo della storia del club. La sua ultima stagione nella NFL fu nel 1990 coi Miami Dolphins. Tra il 1991 e il 1993 giocò nella Arena Football League.

## Palmarès

### Franchigia
- American Football Conference Championship: 1

New England Patriots: 1985

### Individuale
- Convocazioni al Pro Bowl: 1

1983

## Statistiche
NFL
| Yard su corsa      | 4 647 |
| Touchdown su corsa | 32    |